# Lacs Sifford
Les lacs Sifford (en anglais : Sifford Lakes) sont des lacs américains dans le comté de Shasta, en Californie. Ils sont situés à 2 193 mètres d'altitude au sein de la Lassen Volcanic Wilderness, dans le parc national volcanique de Lassen.